# Флаг Пластовского района
Флаг муниципального образования Пла́стовский муниципальный район Челябинской области Российской Федерации — опознавательно-правовой знак, служащий официальным символом муниципального образования.
Флаг утверждён 8 сентября 2000 года постановлением городского Собрания города Пласта № 80 как флаг муниципального образования «Город Пласт» и внесён в Государственный геральдический регистр Российской Федерации с присвоением регистрационного номера 726.
В ходе муниципальной реформы 2006 года, муниципальное образование «город Пласт» было преобразовано в муниципальное образование Пластовский муниципальный район.
22 февраля 2006 года, решением Собрания депутатов Пластовского муниципального района № 54, флаг муниципального образования «Город Пласт» стал флагом Пластовского муниципального района с сохранением регистрационного номера в регистре.

## Описание
«Флаг муниципального образования „Город Пласт“ представляет собой прямоугольное синее полотнище, с соотношением ширины к длине 2:3, воспроизводящее композицию гербового щита».
«Флаг Пластовского муниципального района представляет собой прямоугольное синее полотнище, с соотношением ширины к длине 2:3, воспроизводящее композицию гербового щита».
Геральдическое описание герба гласит: «В лазоревом (синем, голубом) поле золотая обернувшаяся Жар-птица с зелёными блестками на перьях хвоста; в оконечности золотой узкий пояс».

## Обоснование символики
За основу флага взят современный герб Пластовского муниципального района.
Город Пласт — центр Кочкарского золотопромышленного района. Добыча золота близ города ведётся с 60-х годов XIX века и явилась основой промышленного развития этой местности.
Главное богатство города — золото, показано на флаге в виде золотого пояса — пласта, откуда и берёт своё название город Пласт.
Золотая Жар-птица символизирует красоту металла, который превращается в умелых руках человека в великолепные украшения. Жар-птица — символ удачи, так необходимой при золотодобыче.
Жёлтый цвет (золото) в геральдике символизирует прочность, величие, интеллект, великодушие, богатство.
Изумрудные блёстки на хвосте Жар-птицы отражают ещё одно богатство Урала — его самоцветы.
Зелёный (изумрудный) цвет — символ весны, радости, надежды, жизни, природы, а также символ здоровья.
Голубой цвет (лазурь) — символ красоты, чести, славы, преданности, истины, добродетели и чистого неба.